# Michael Gaston
Michael Gaston (Walnut Creek, 5 novembre 1962) è un attore statunitense.

## Biografia
Deve la sua fama alle interpretazioni dell'agente Quinn in Prison Break e di Gray Anderson in Jericho. Ha fatto anche alcune comparse nella prima stagione de I Soprano. Ha recitato anche al cinema, in Lonely Hearts con John Travolta, nel 2006, in W. di Oliver Stone nel 2008 e in Inception di Christopher Nolan nel 2010. Dal 2010 recita in The Mentalist. Nel 2011 è entrato a far parte del cast principale della serie televisiva Unforgettable, in cui recita accanto a Poppy Montgomery e Dylan Walsh.

## Vita privata
Sposato con Kate Fodor, ha due figli.

## Filmografia parziale

### Cinema
- Il banchetto di nozze (Hsi yen), regia di Ang Lee (1993)
- Hackers, regia di Iain Softley (1995)
- A rischio della vita (Sudden Death), regia di Peter Hyams (1995)
- Ransom - Il riscatto (Ransom), regia di Ron Howard (1996)
- La seduzione del male (The Crucible), regia di Nicholas Hytner (1996)
- Colpevole d'innocenza (Double Jeopardy), regia Bruce Beresford (1999)
- La mossa del diavolo (Bless the Child), regia di Chuck Russell (2000)
- Thirteen Days, regia di Roger Donaldson (2000)
- High Crimes - Crimini di stato (High Crimes), regia di Carl Franklin (2002)
- Lonely Hearts, regia di Todd Robinson (2006)
- Home, regia di Mary Haverstick (2008)
- W., regia di Oliver Stone (2008)
- Nessuna verità (Body of Lies), regia di Ridley Scott (2008)
- Inception, regia di Christopher Nolan (2010)
- Qualcosa di straordinario (Big Miracle), regia di Ken Kwapis (2012)
- Il ponte delle spie (Bridge of Spies), regia di Steven Spielberg (2015)
- First Reformed - La creazione a rischio (First Reformed), regia di Paul Schrader (2017)
- La seconda vita di Anders Hill (The Land of Steady Habits), regia di Nicole Holofcener (2018)
- L'unica (Irreplaceable You), regia di Stephanie Laing (2018)
- Togo - Una grande amicizia (Togo), regia di Ericson Core (2019)
- Spenser Confidential, regia di Peter Berg (2020)
- A Mouthful of Air, regia di Amy Koppelman (2021)

### Televisione
- Law & Order - I due volti della giustizia (Law & Order) – serie TV, 5 episodi (1994-2009)
- I Soprano (The Sopranos) - serie TV - episodio 1x01 (1999)
- Law & Order - Unità vittime speciali (Law & Order: Special Victims Unit) - serie TV, 4 episodi (1999-2020)
- Oz - serie TV, episodio 4x03 (2000)
- Malcolm (Malcolm in the Middle) – serie TV, episodio 5x12 (2004)
- Blind Justice – serie TV, 13 episodi (2005)
- Prison Break – serie TV, 4 episodi (2005)
- Brotherhood - Legami di sangue (Brotherhood) – serie TV, 4 episodi (2006)
- Jericho – serie TV, 20 episodi (2006-2008)
- Damages – serie TV, 8 episodi (2007-2012)
- E.R. - Medici in prima linea (ER) - serie TV, 1 episodio (2008)
- Mad Men – serie TV, 4 episodi (2009-2013)
- Last of the Ninth – telefilm (2009)
- U.S. Attorney – telefilm (2009)
- Fringe – serie TV, 4 episodi (2009)
- Numb3rs – serie TV, episodio 5x20 (2009)
- Saving Grace – serie TV, episodio 3x06 (2009)
- White Collar – serie TV, episodio 1x01 (2009)
- Avvocati a New York (Raising the Bar) – serie TV, episodio 2x15 (2009)
- 24 – serie TV, 2 episodi (2010)
- Rubicon – serie TV, 4 episodi (2010)
- Terriers - Cani sciolti (Terriers) – serie TV, 4 episodi (2010)
- The Mentalist – serie TV, 17 episodi (2010-2013)
- Unforgettable – serie TV, 22 episodi (2011-2012)
- Last Resort – serie TV, 5 episodi (2012-2013)
- The Americans – serie TV, episodio 1x01 (2013)
- Turn: Washington's Spies – serie TV, 5 episodi (2014)
- Elementary – serie TV, episodio 2x22 (2014)
- The Leftovers - Svaniti nel nulla (The Leftovers) – serie TV, 12 episodi (2014-2017)
- The Good Wife – serie TV, 2 episodi (2014-2015)
- Chicago P.D. – serie TV, 8 episodi (2014-2022)
- Le regole del delitto perfetto (How to Get Away with Murder) – serie TV, episodio 1x01 (2014)
- Person of Interest – serie TV, episodio 4x12 (2015)
- NCIS: Los Angeles – serie TV, episodio 6x16 (2015)
- The Following – serie TV, episodio 3x06 (2015)
- Royal Pains – serie TV, episodio 7x06 (2015)
- Blue Bloods – serie TV, episodio 6x03 (2015)
- Broad Squad – serie TV (2015)
- L'uomo nell'alto castello (The Man in The High Castle) - serie TV, 13 episodi (2015-2018)
- Blindspot – serie TV, 8 episodi (2015-2020)
- The Interestings – serie TV (2016)
- Bones – serie TV, episodio 11x17 (2016)
- Murder in the First – serie TV, 10 episodi (2016)
- BrainDead - Alieni a Washington (BrainDead) – serie TV, episodio 1x09 (2016)
- Designated Survivor – serie TV, 2 episodi (2016)
- Power – serie TV, 6 episodi (2017-2020)
- Madam Secretary – serie TV, 5 episodi (2017)
- Jack Ryan – serie TV, 2 episodi (2018)
- Strange Angel – serie TV, 15 episodi (2018-2019)
- The Code – serie TV, episodio 1x01 (2019)
- Treadstone – serie TV, 8 episodi (2019)
- La fantastica signora Maisel (The Marvelous Mrs. Maisel) – serie TV episodio 3x02 (2019)
- Agents of S.H.I.E.L.D. – serie TV, episodio 7x03 (2020)
- The Expecting – serie TV, 3 episodi (2020)
- The Good Lord Bird - La storia di John Brown (The Good Lord Bird) – miniserie TV, puntata 6 (2020)
- For Life – serie TV, 2 episodi (2020-2021)
- Cinque giorni al Memorial (Five Days at Memorial) – miniserie TV, 8 puntate (2022)
- Fleishman a pezzi (Fleishman Is in Trouble) – miniserie TV, puntate 2-6 (2022)
- Yellowstone – serie TV, episodio 5x13 (2024)
- Long Bright River - I cieli di Philadelphia (Long Bright River) – serie TV, episodi 1x06-1x07-1x08 (2025)
- Daredevil: Born Again – serie TV, 6 episodi (2025)
- The Waterfront – serie TV, 4 episodi (2025)

## Doppiatori italiani
Nelle versioni in italiano delle opere in cui ha recitato, Michael Gaston è stato doppiato da:
- Ambrogio Colombo in Law & Order - I due volti della giustizia (ep. 7x09), Law & Order - Unità vittime speciali (ep. 1x02), Damages, E.R. - Medici in prima linea, The Leftovers - Svaniti nel nulla, Chicago P.D.
- Massimo De Ambrosis in Qualcosa di straordinario, Treadstone, Agents of S.H.I.E.L.D., Fleishman a pezzi
- Luca Biagini in Bones, Spenser Confidential, Cinque giorni al memorial, Daredevil: Rinascita, The Waterfront
- Massimo Rossi in Law & Order - I due volti della giustizia (ep. 11x18), Il ponte delle spie
- Nino Prester in High Crimes - Crimini di stato, Jericho
- Saverio Indrio in Law & Order - Unità vittime speciali (ep. 4x11), The Good Wife
- Paolo Buglioni in Blind Justice, The Americans
- Massimo Milazzo in 24, La fantastica signora Maisel
- Michele Kalamera in Unforgettable, Blue Bloods
- Massimo Lopez in Blindspot, Jack Ryan
- Luciano Roffi ne I Soprano
- Roberto Certomà in Colpevole d'innocenza
- Vladimiro Conti in Oz
- Vittorio De Angelis in Malcolm
- Natale Ciravolo in Ally McBeal
- Stefano Mondini in NCIS - Unità anticrimine
- Saverio Moriones in Senza Traccia
- Fabrizio Temperini in Prison Break
- Giovanni Petrucci in Lonely Hearts
- Alessandro Rossi in W.
- Enrico Di Troia in Nessuna verità
- Gianluca Machelli in Mad Men (ep. 3x01, 6x07)
- Gaetano Varcasia in Mad Men (ep. 6x01-6x02)
- Angelo Nicotra in Fringe
- Michele Gammino in White Collar
- Alessandro Ballico in Inception
- Sandro Iovino in The Mentalist
- Nicola Braile in Elementary
- Sergio Lucchetti Law & Order - Unità vittime speciali (ep. 17x10)
- Fabrizio Pucci in Law & Order - Unità vittime speciali (ep. 21x12)
- Stefano Valli in Le regole del delitto perfetto
- Pierluigi Astore in L'uomo nell'alto castello
- Alessandro Budroni in NCIS: Los Angeles
- Pasquale Anselmo in Designated Survivor
- Giorgio Bonino in Murder in the First
- Gianni Bersanetti in Power
- Carlo Valli ne La seconda vita di Anders Hill
- Paolo Marchese in Togo - Una grande amicizia
- Giorgio Locuratolo in Yellowstone
- Stefano Oppedisano in Long Bright River
- Riccardo Lombardo in Brotherhood - Legami di sangue (ridoppiaggio)